# 5pb.
5pb.（ファイブ・ピー・ビー）は、株式会社MAGES.がかつて展開していたブランド名。音楽レーベル「5pb.Records」・ゲームブランド「5pb.Games」の2つを指す。2019年7月以降、順次廃止される予定とされ、2020年8月現在は既に移行が完了しており（5pb.トップページより。完了時期は不明）、更に2024年以降、音楽事業はMAGES.の手を離れている（詳細は後述）。以前は通信販売サイト「5pb.Onlineshop」も運営していた。元来は会社名であった。
便宜上、かつて5pb.ブランドで展開していたMAGES.の現在の音楽レーベル・ゲーム事業についてもここに纏めて記載する。

## 概要
2011年5月31日までは、株式会社5pb.として、5pb.Records・5pb.Gamesを中核として各種事業を展開する独立企業であったが、ドワンゴと文化放送の合弁会社株式会社AG-ONEと対等合併、同日付官報公告ではAG-ONEを存続会社として5pb.を吸収合併、5pb.は解散し、株式会社MAGES.を発足した。その後「5pb.」は、同社のブランド名となった。
MAGES.のブランドとなった後も独立ブランドとして、関連作品には社名を表記していないことが多く、著作権表記も「5pb.」名義となっている。Animelo Summer Liveでは、合併年である2011年は主催（旧AG-ONE）と共催（旧5pb.）それぞれ旧社名から書き換えて両方「MAGES.」としてクレジットされたが、翌年は主催「MAGES.」、共催「5pb.」として完全に別物としてクレジットされている。メディアでも、一部で「株式会社MAGES.のゲームブランドである5pb.Games」（例：GAME Watch）などの表現をしている以外は、基本的に社名は表記されない。
MAGES.の法人は、合弁会社からドワンゴの完全子会社化を経て、2019年7月12日付で独立を発表。独立と同時に5pb.ブランドをMAGES.本体に統合することが発表された。2020年現在では対外的な名義は基本的に「MAGES.」としているが、5pb.の公式サイトを使用し続けており、5pb.Records・5pb.Gamesのロゴも残されている。

## 音楽事業（旧5pb.Records）
音楽事業（ゲーム・アニメ作品関連音楽）はかつて5pb.Records（ファイブ・ピー・ビー レコーズ）と称していた。設立時点の名称は「Five Records」で、2007年12月にゲームレーベルと共に改称。サブレーベルとしてアイドル専門のStand-Up! Recordsがある。
MAGES.本社事務所内にレーベル運営担当の音楽事業部がある。5pb.時代の本社事務所であった代官山オフィスに所在していたが、本社移転と共に事業部本体は新本社内に移転したものの、旧代官山オフィスが「DAIKANYAMA MAGES. STUDIO」（移転直後の名称は「Studio 5pb.」）となり、レコーディングスタジオ等が残され、制作拠点として引き続き使用されている。
当初は自社流通ルートを保有しておらず、ジェネオン エンタテインメント（現NBCユニバーサル・エンターテイメントジャパン）、KADOKAWA（旧メディアファクトリー）、ポニーキャニオン、アニプレックス（ソニー・ミュージックマーケティング）、クラウン徳間ミュージック販売などに販売を委託していた。2017年より自社販売（MAGES.）がメインとなるが、Stand-Up! Recordsは引き続きクラウン徳間ミュージック販売及びユニバーサルミュージックに、Cana ariaは2020年6月発売の『Candy tuft』よりコロムビア・マーケティングに、それぞれ販売を委託している。
- 2024年11月「MAGES. MUSIC」は株式会社AniToneに譲渡され「AniTone Music」となった。
- 「Stand-Up! Records」は2024年8月に株式会社エムファイブに譲渡された。

### 所属アーティスト
- 彩音 - サイトロン・デジタルコンテンツから移籍。Five Records時代からの所属者。
- いとうかなこ[注 9] - Five Records時代からの所属者。
- Zwei - バップ→ユニバーサルJを経て移籍。
- 今井麻美
- marina
- KENN
- MIKOTO
- nao - 第1期fripSideのメンバー（2002年 - 2009年）
- 佐々木恵梨
- 亜咲花
- Hi!Superb
- B-PROJECT
- 遥そら
- +α/あるふぁきゅん。

### 所属作家
- 志倉千代丸
- 濱田智之
- 高井ウララ

### 期間限定ユニット
- DG-10 - 今井麻美、長谷川明子、又吉愛の3人組によるヴォーカルユニット。

### 過去に所属していたアーティスト
- 村田あゆみ（サイトロン・デジタルコンテンツ→インターチャネル→5pb.Records。2008年から歌手活動休止。2010年から事実上の芸能活動休止。）
- KAORI.（旧・KAORI）（サイトロン→5pb.Records。2008年から現在も活動休止中。）
- Baby POP - ラムズの声優ユニット
- 榊原ゆい[注 10] - 2018年現在もPCゲーム『CHAOS;HEAD』から派生した架空のバンド『ファンタズム』のFES役（Vocal）として5pb.で活動。
- 宮崎羽衣（ランティス→5pb.Records → FOXTROT）
- Kicco
- Asriel（2015年6月6日のラストライブをもって解散）
- アフィリア・サーガ（5pb.Records→Stand-Up! Records） - 志倉代表と桃井はるこの共同プロデュースの下、結成されたサブカル系アイドルユニット[注 11]。現在は「純情のアフィリア」に改名。
- Velforest.（IZNAのソロプロジェクトとして5pb.Recordsからデビュー。2010年から現在も活動休止中[3]）
- 長谷川明子
- ARTERY VEIN - 今井麻美・喜多村英梨によるツイン声優ボーカルユニット。
- VALSHE（日本コロムビアを経て、ビーイングに移籍）
- 小坂りゆ
- HIMEKA（ソニー・ミュージックジャパンインターナショナル→5pb.Records→フリー [4][5]）
- 下田麻美
- TWO-FORMULA - 藏合紗恵子・佐土原かおりによるツイン声優ボーカルユニット。
- 原由実（音楽活動休止）
- 鈴木このみ

### 5pb.Recordsからリリースした事がある外部アーティスト
直属の所属では無いものの、短期提携でリリースした事がある外部アーティストを記述する。但し、キャラクターソングは除く。
- BETTA FLASH - 『Erinyes/6th body』をリリース。
- momo-i - 2007年10月24日発売のシングル『悠遠のアミュレット/オペラファンタジア』。
- fripSide -  『flower of bravery』と、fripSide NAO project!として『やっぱり世界はあたし☆れじぇんど!!』をリリース。
- 野川さくら - 『Party Play』、『塞塵のパンドラ』をリリース。
- 氷青 - 『冬花火』をリリース。
- SMILY☆SPIKY - スプリット・シングル『Blow Wind/タイムマシンが欲しいよ』[6]をリリース。
- ゴールデンボンバー - 同じくスプリット・シングル『Blow Wind/タイムマシンが欲しいよ』[6]をリリース。尚、同バンドとしては初のメジャーレーベルでリリースした曲である。
- 片霧烈火 - PCゲーム『光輪の町、ラベンダーの少女』のOP『ラベンダーの純然』が、スプリット・シングル「光輪の町、ラベンダーの少女 主題歌シングル」に1曲目として収録されリリース[7]。
- 松澤由美 - 20周年記念アルバム『永遠のSEED』をリリース。
- 田村ゆかり - 2017年から2019年までプライベートレーベルCana ariaの販売をMAGES.が担当。

### アニメ
パッケージリリースした作品を挙げる。
- 眼鏡なカノジョ OVA（2010年）
- アイドル事変（2017年）
- 龍の歯医者（2017年）
- LOST SONG（2018年）

## ゲーム事業（旧5pb.Games）
ゲーム事業はかつて5pb.Games（ファイブ・ピー・ビー ゲームス）と称していた。設立時点の名称は「Five Games Kid」（略して「5gk.」）のブランド名で活動していたが、2007年12月にブランド名に社名を含めるようにするために、レコードレーベル名とともに変更。
ここでは、関連ブランドGigas Drop.（ギガス ドロップ）についても触れる。
この部門にはKID（2006年12月倒産）やトンキンハウス、サイトロン・デジタルコンテンツに所属していたクリエイターが在籍している。
旧ブランド名に「Kid」の名を含むが、KIDのブランド資産を保有しているサイバーフロントとは独立して活動している。しかし一部において業務提携を行い、『Memories Offシリーズ』に関しては5pb.が独占的・排他的に利用する権利を有することになった。現在リリースされているADVの殆どは以前から評価の高かったADV専用エンジンであるKIDエンジンをベースに携帯機やHD据置機用に発展させたものを使用している。
家庭用への展開に際しては、PlayStationプラットフォームでの展開が主であったが、2009年から2011年にかけて、Xbox 360での展開に傾倒。自社オリジナルタイトル（科学シリーズ、Memories Offシリーズなど）についてはXbox 360にまず発売し、翌年以降にPSP、iOS、PS3、PS Vitaなどに移植していく戦略を採用している。一方、アニメ作品のゲーム化タイトルやアダルトノベルゲームの家庭用移植作品については、Xbox 360が初の家庭用機移植だったタイトルを除くと多機種移植は行われていない。結果として、PlayStationプラットフォームでの販売タイトルが最も多い。
MAGES.本社事務所内にレーベル運営担当のゲーム事業部がある。旧5pb.本社事務所（MAGES.代官山オフィス）とは独立した、駒沢スタジオにマーケティング事業部と共に置かれていたが、MAGES.本社移転に伴い、駒沢スタジオは閉鎖され、ゲーム事業部は新本社内に移転となった。

### 主なスタッフ
（最新化されていない古い情報のため、現任かは不明）
- ゲーム事業部長：市川和弘
- 取締役副社長ゲーム事業部長代行：太田豊紀（ドワンゴ出身、ドワンゴから資本が引き上げられた時に退任）
- 柴田太郎
- さかりまさき（盛政樹）
- 阿保剛
- 松尾ゆきひろ
- 輿水隆之

### 開発・販売ソフト
- Que 〜エンシェントリーフの妖精〜（PS2、2007年6月発売、製作・販売：プリンセスソフト）
- ウミショー（PS2、2007年11月発売）
- ナイトウィザード The VIDEO GAME 〜Denial of the World〜（PS2、2008年2月発売）
- プリズム・アーク -AWAKE-（PS2、2008年4月発売）
- CHAOS;HEAD（PC、2008年4月発売、製作協力・販売：ニトロプラス）
  - CHAOS;HEAD NOAH（Xbox 360移植版、2009年2月発売）
  - CHAOS;HEAD NOAH（PSP移植版、2010年6月24日発売）
  - CHAOS;HEAD NOAH（iOS移植版、2010年11月18日発売）
  - CHAOS;HEAD NOAH（Android移植版、2012年1月24日発売）
  - CHAOS;HEAD NOAH（PS3移植版、2012年11月22日発売）
  - CHAOS;HEAD NOAH（PS Vita移植版、2014年8月21日発売、『CHAOS;HEAD DUAL』として）
- CHAOS;HEAD らぶChu☆Chu!（Xbox 360版、2010年3月25日発売）
  - CHAOS;HEAD らぶChu☆Chu!（PSP移植版、2011年1月27日発売）
  - CHAOS;HEAD らぶChu☆Chu!（PS3移植版、2012年11月22日発売）
  - CHAOS;HEAD らぶChu☆Chu!（PS Vita移植版、2014年8月21日発売、『CHAOS;HEAD DUAL』として）
- 神霊狩/GHOST HOUND（ニンテンドーDS、2008年7月発売）
- かのこん えすいー（PS2、2008年7月発売）
- Lの季節2 invisible memories（PS2、2008年7月発売）
- モノクローム・ファクター cross road（PS2、2008年11月発売）
- ケメコデラックス!DS〜ヨメとメカと男と女〜（ニンテンドーDS、2009年2月発売）
- キモかわE!（ニンテンドーDS、2009年3月発売）
- スキップ・ビート!（PS2、2009年5月発売）
- 怒首領蜂 大往生 ブラックレーベル EXTRA（Xbox 360移植版、2009年2月発売）
- 伯爵と妖精〜夢と絆に想いを馳せて〜（PS2、2009年4月発売）
- ヒャッコ よろずや事件簿（PS2、2009年4月発売）
- 11eyes CrossOver（Xbox 360移植版、2009年4月発売）
- STEINS;GATE（Xbox 360版、2009年10月15日発売、製作協力：ニトロプラス）
  - STEINS;GATE（Windows移植版、2010年8月26日発売）
  - STEINS;GATE（PSP移植版、2011年6月23日発売）
  - STEINS;GATE（iOS移植版、2011年8月25日発売）
  - STEINS;GATE（PS3移植版、2012年5月24日発売）
  - STEINS;GATE（PS Vita移植版、2013年3月14日発売）
- STEINS;GATE 比翼恋理のだーりん（Xbox 360版、2011年6月16日発売。前作とのダブルパックも同日発売）
  - STEINS;GATE 比翼恋理のだーりん（PSP移植版、2012年4月26日発売）
  - STEINS;GATE 比翼恋理のだーりん（PS3移植版、2012年5月24日発売）
  - STEINS;GATE 比翼恋理のだーりん（PS Vita移植版、2013年3月14日発売）
  - STEINS;GATE 比翼恋理のだーりん（iOS移植版、2013年10月3日発売）
- STEINS;GATE 線形拘束のフェノグラム（Xbox 360版・PS3版、2013年4月25日発売）
  - STEINS;GATE 線形拘束のフェノグラム（PS Vita移植版、2013年11月28日発売）
- STEINS;GATE 変移空間のオクテット（Windows版、2011年10月28日発売、Gigas Drop.ブランド）
- Memories Offシリーズ
  - Memories Off（PSP移植版、2008年5月発売）
  - Memories Off 2nd（PSP移植版、2008年5月発売）
  - 想い出にかわる君 〜Memories Off〜（PSP移植版、2008年8月発売）
  - Memories Off After Rain（PSP移植版、2009年6月発売）
  - Memories Off 〜それから〜（PSP移植版、2008年8月発売）
  - Memories Off 〜それから again〜（PSP移植版、2009年8月発売）
  - Memories Off #5 とぎれたフィルム（PSP移植版、2009年1月発売）
  - Memories Off #5 encore（PS2版、2007年7月発売、製作・販売：KID・サイバーフロント）
    - Memories Off #5 encore（PSP移植版、2009年8月発売）

  - メモリーズオフ6 〜T-wave〜（PS2版、2008年8月発売）
    - メモリーズオフ6 〜T-wave〜（PSP移植版、2009年5月発売）
    - メモリーズオフ6 〜T-wave〜（Xbox 360移植版、2009年8月発売）
    - メモリーズオフ6 〜T-wave〜（iOS移植版、2010年11月14日発売）
    - メモリーズオフ6 Complete（PS3・PS Vita移植版、2013年6月27日発売）

  - メモリーズオフ6 Next Relation（PS2版・Xbox 360版、2009年8月発売）
    - メモリーズオフ6 Next Relation（PSP移植版、2010年10月14日発売）
    - メモリーズオフ6 Next Relation（PS3・PS Vita移植版、2013年6月27日発売）

  - ユア・メモリーズオフ〜Girl's Style〜（PS2版、2008年1月発売）
    - ユア・メモリーズオフ〜Girl's Style〜 PSP（PSP移植版、2009年2月発売）

  - メモリーズオフ ゆびきりの記憶（Xbox 360版、2010年7月29日発売）
    - メモリーズオフ ゆびきりの記憶（PSP移植版、2011年5月26日発売）
    - メモリーズオフ ゆびきりの記憶（PS3・PS Vita移植版、2013年6月27日発売）
- Lucian Bee's RESURRECTION SUPERNOVA（PS2、2009年7月発売）
- アイテムゲッター 〜僕らの科学と魔法の関係〜（ニンテンドーDS、2009年8月発売）
- Lの季節 ダブルポケット（PSP移植版、2009年11月26日発売）
- 大正野球娘。〜乙女達乃青春日記〜（PSP版、2009年10月29日発売）
- タユタマ -Kiss on my Deity-（Xbox 360移植版、2009年11月5日発売）
- ケツイ〜絆地獄たち〜 EXTRA （Xbox 360移植版、2010年4月22日発売）
- W.L.O. 世界恋愛機構（Xbox 360移植版、2010年6月3日発売）
- コープスパーティーシリーズ
  - コープスパーティー ブラッドカバー リピーティッドフィアー（PSP、2010年8月12日発売）
  - コープスパーティー Book of Shadows（PSP、2011年9月1日発売）
  - コープスパーティー -THE ANTHOLOGY- サチコの恋愛遊戯♥Hysteric Birthday 2U（PSP、2012年8月2日発売）
  - コープスパーティー BLOOD DRIVE（PS Vita、2014年7月24日発売）
- 車輪の国、向日葵の少女（Xbox 360移植版、2010年10月28日発売）
  - 車輪の国、向日葵の少女（PSP移植版、2012年2月23日発売）
  - 車輪の国、向日葵の少女（PS3移植版、2013年2月28日発売）
- バレットソウル -弾魂-（Xbox 360版、2011年4月7日発売）
- ファントムブレイカー（Xbox 360版、2011年6月2日発売）
- ファントムブレイカー エクストラ（Xbox 360版・PS3版、2013年9月19日発売）
- ファントムブレイカー バトルグラウンド（Xbox 360版、2013年2月27日発売）
  - ファントムブレイカー バトルグラウンド（PS Vita版、2013年3月13日発売）
- DUNAMIS15（Xbox 360版・PS3版、2011年9月15日発売）
- マブラヴ&マブラヴ オルタネイティヴ（Xbox 360移植版、2011年10月27日発売）
  - マブラヴツインパック（上記2本のセット、2011年10月27日発売）
- PS版 マブラヴ&マブラヴ オルタネイティヴ（PS3移植版、2012年10月25日発売&PS Vita移植版、2016年1月21日発売）
  - マブラヴ ダブルパック（PS Vita移植版、2016年1月21日発売）
- Ever17[注 12]（Xbox 360移植版、2011年12月1日発売）
- ROBOTICS;NOTES（Xbox 360版・PS3版、2012年6月28日発売）
  - ROBOTICS;NOTES ELITE（PS Vita移植版、2014年6月26日発売）
- あの日見た花の名前を僕達はまだ知らない。（PSP、2012年10月25日発売）
- マブラヴ オルタネイティヴ トータル・イクリプス（PS3、Xbox 360、2013年5月16日[注 13][注 14]）。
- 這いよれ! ニャル子さん 名状しがたいゲームのようなもの（PS Vita、2013年5月30日発売）
- やはりゲームでも俺の青春ラブコメはまちがっている。（PS Vita、2013年9月19日発売）
- 英雄*戦姫（PS3移植版、2013年9月26日発売）
  - 英雄*戦姫（PS Vita移植版、2014年5月29日発売）
- るいは智を呼ぶ（PS Vita移植版、2013年9月26日発売）
- 花咲くまにまに（PSP、PS3、2013年11月21日発売）
  - 花咲くまにまに（PS Vita移植版、2014年9月25日発売）
- 解放少女 SIN（PS3、2013年12月5日発売）
  - 解放少女 SIN（PS Vita移植版、2013年12月5日発売）
- ‘&’ - 空の向こうで咲きますように -（PS Vita、2013年12月26日発売）
- ローゼンメイデン ヴェヘゼルン ジー ヴェルト アップ（PS Vita、2014年1月30日発売）
- IS 〈インフィニット・ストラトス〉2 イグニッション・ハーツ（PS Vita、2014年2月27日発売）
- 俺たちに翼はない（PS3、PS Vita、2014年4月10日発売）
- マブラヴ photonflowers*（PS3、2014年4月24日発売）
- バレットソウル -インフィニットバースト-（Xbox 360、2014年5月29日発売）
- CROSS†CHANNEL 〜For all people〜（PS3・PS Vita移植版、2014年6月26日発売）
- 東京新世録 オペレーションアビス（PS Vita、2014年7月24日発売）
- 迷宮クロスブラッド インフィニティ Ultimate（PS Vita、2014年7月24日発売）
- マブラヴ photonfmelodies♮（PS3、2014年8月28日発売）
- JUDGEMENT 7 俺達の世界わ終っている。（PS4、Switch、2019年2月28日発売）
- 岩倉アリア（Switch、2024年6月27日発売）
- Project Gossip/Sick（発売未定、Gigas Drop.ブランド）

## 旧株式会社5pb.
株式会社5pb.（ファイブ・ピー・ビー、5pb. Inc.）は、過去に存在したコンピュータゲームやアニメーションの音楽制作会社で、ドワンゴの持分法適用関連会社である。

### 旧株式会社5pb.概要
サイトロン・デジタルコンテンツ（現・ハピネット音楽企画部・ハピネットレーベル）から独立した志倉千代丸らによって、2005年4月6日に設立された。社名は「The Five powered & basics.」の略である。
TYOグループのひとつであったが、2009年4月15日にマネジメント・バイアウト (MBO) によってTYOの保有する全株式（160株）を1株1円にて志倉に譲渡したことにより同日付でグループを離脱した。その後、2010年4月22日をもって株式会社ドワンゴと株式会社文化放送の合弁会社であった株式会社AG-ONEへ一部株式を譲渡し、資本提携を締結、AG-ONEとグループを結成し、AG-ONE及びその株主であるドワンゴ、文化放送、グッドスマイルカンパニーから社外取締役・監査役を受け入れたと2010年5月13日に発表した。その際、上場企業であるドワンゴの持分法適用関連会社となった。
2011年4月21日に同日付官報公告でAG-ONEを存続会社として5pb.を吸収合併すると発表、株主総会を経て同年6月1日付で合併、株式会社MAGES.が発足し、志倉が代表取締役社長に、AG-ONE社長の中西孝が副社長に就任した。合併後は5pb.、AG-ONE双方のブランドや事業が維持される。なお公告に添付された5pb.の2010年7月期決算では、約7億円の債務超過となっている。

### 旧株式会社5pb.時代の不祥事・騒動

#### 怒首領蜂大往生におけるソースコードの盗用問題
2009年6月19日、Xbox 360版『怒首領蜂 大往生 ブラックレーベル EXTRA』において、開発を担当した株式会社アクアシステムがケイブおよびアリカが権利を持つ、PS2版怒首領蜂大往生のソースコードを盗用、意図的に改竄して制作した事実を発表、謝罪した。さらにXbox 360版には多数の不具合があり、これを受けて5pb.は今後の同ソフトの生産、出荷を行わないと発表。アリカ側の主導で同ソフトの修正版が制作される事が決まり、タイトルアップデートで修正版を配信することが公表された。
また、これによりXbox 360移植版『ケツイ〜絆地獄たち〜 EXTRA』のライセンス契約が無効になったことが判明した。後に別チームによって制作が行われ、当初の予定から大幅に遅れて2010年4月22日に発売されている。
なお、元プロデューサーであるさかりまさきは自身のブログにて、ソニー・コンピュータエンタテインメントのプレイステーション3用ソフト『グランツーリスモ5プロローグ』のバグに対し批判を行っていたが、皮肉にも自身が担当していた同製品に多数の不具合が発見される事態になってしまった。
その煽りを受けた結果かは不明であるが、同日にさかりがプロデューサーとして担当していた（後に開発スタッフから外されている）Xbox 360版『タユタマ -Kiss on my Deity-』の発売日が2009年7月30日から11月5日に変更されている。
その後、最初の発表から11ヶ月にわたり音沙汰のない状況が続いたが、2010年5月12日に同ソフトの公式サイトにて｢修正版は現在最終のチェック段階に入っており、準備が整い次第公開できる状況である｣ことが公表され、2011年1月19日にようやくタイトルアップデートが行われ、一連のバグはおおむね修正された。

#### 初音ミクライブにおける問題
2011年3月9日Zepp東京にて、同社主催の初音ミクライブを開催した。これは映画館やニコニコ生放送でもライブ中継されていた。
しかし、2010年度のセガ主催のライブの完成度に対し、2011年度の5pb.主催ライブへは一部のネットユーザーからの批判があった。
その影響で公演後から翌日10日午前10時20分まで5pb.公式サイトがサーバー負荷によりアクセスできない状態となった。
2010年度のライブと比較して言及された点として
- 透過スクリーンの廃止[16]（ただし、クリプトン・フューチャー・メディアの伊藤博之社長は鮮明度の低さから透過スクリーンの使用を取り止めたとtwitterで発言[17]している。また、透過スクリーンの廃止は運営スタッフの「選択した結果」であったと志倉社長が発言[18]している）。
- 30分に及ぶ長時間の休憩とCMの放送[16]。
- 前回はあったバンドメンバーの紹介がない。ゲスト出演P（40㍍PやDECO*27、dorikoなど）の紹介がない。

などの問題が指摘された。
初音ミクの制作メーカーであるクリプトン・フューチャー・メディアの伊藤博之社長は、Twitterで「最後に出演者が全員ステージに上がることを、私でさえ当然に期待していた」と、メンバー紹介の欠如の問題を指摘している。ただし、2011年度のライブは5pbが主催しているとは言え、クリプトン・フューチャー・メディアやセガのスタッフも前回同様に制作に参加しているとも発言している。
以上の意見をふまえ、ライブ翌日の3月10日に志倉千代丸社長はtwitter上で謝罪した。